# Культура циган
Культура циган дуже різноманітна і багата. Це пов'язано з широким розповсюдженням циган по світу, насиченою, хоча і короткою, історією і складністю етнічного складу цієї нетериторіальною нації . Циганська культура має помітний вплив на музичну культуру світу .

## Індійська спадщина
У сучасній культурі циган збереглася спадщина індійських предків. Це проявляється як в мові циган, яка схожа до середньовічного пракриту шаурасена апабхранша, так і в культурі циган, що зберігає ряд постанов, які виникли до індійського періоду, наприклад, уявлення про осквернення і чистоті. Так само, як і у індійців, у циган осквернення, з одного боку, пов'язано з ритуальними і гігієнічними уявленнями, а з іншого — виступає у вигляді соціальної санкції, при порушенні деяких важливих норм циганського життя.

## Мова
Більшість циган світу (за різними оцінками, до двох третин) говорять мовами країн проживання. Майже всі інші розмовляють різними діалектами циганської мови («романи чіб»). Однак, деякі цигани говорять мовами, що походять з професійного жаргону їхніх предків (наприклад, люлі) і мовами, які хоча і мають сліди циганської лексики і граматики, але є швидше діалектами державних мов (іспанські цигани).

### Цікаві факти
- Слово «лаве» в російському жаргоні запозичене з циганської мови, де має форму «лове» (роми не «акають») і значення «гроші».
- Слово «pal» в англійську запозичене з циганської мови[1].
- Самоназва циган (точніше, деякої їхньої частини) не «ромале», а «рома» (якщо перекладати буквально — «чоловіки, дружини»). «Ромале» — це слово «рома» в кличному відмінку.
- Цигани розуміють багато простих фраз, вимовлених гінді. У цьому причина любові циган до деяких індійських фільмів[2].

## Духовні цінності
Система циганських цінностей не змінювалася століттями. Найголовніші цінності для цигана: сім'я, професія і віра .

### Належність до циганського суспільства
Найстрашніше покарання для цигана — позбавлення права належати до циганського суспільства . Це покарання застосовується в разі особливо тяжких злочинів, таких як вбивство, згвалтування, крадіжка при деяких обставинах, та інших причин. Вигнання супроводжується «оскверненням». Вписатися після вигнання назад в суспільство дуже складно.

### Професія
Професії надається дуже велике значення, і тому з нею пов'язано багато звичаїв. Наприклад, прийнято вибирати професію в рамках традиційних занять своєї сім'ї або етногрупи .
Професії в очах циганського суспільства поділяються на «циганські» і «не циганські», тобто пристойні для циган і небажані для циган. До «циганським» професій відносять професії, пов'язані з музикою, акторською ремеслом, шоу-бізнесом, роботою з залізом і технікою, «магічними послугами», релігією (тільки якщо це не пов'язано з целібатом), роботою з тваринами, педагогікою і психологією (особливо для жінок), а також ювелірне ремесло і ремесла, пов'язані з кустарним виготовленням предметів побуту, таких як кошики, мотузки, цеглу, посуд і т. ін.
Історично в число жіночих занять входило випрошування милостині.
Цигани приділяють велику увагу на професійну успішності і тому всіляко її демонструють, на словах і економічно .

### Віра
Велика частина циган сповідує християнство або іслам, але зустрічаються також і представники інших конфесій . Цигани залишилися одним з небагатьох народів, який встояв перед атеїстичним впливом .
Цигани-християни дуже побожні, велику увагу приділяють церковним святам .
Цигани-мусульмани також релігійні, але не виконують деяких мусульманських звичаїв. Наприклад, циганки-мусульманки не закривають обличчя навіть в країнах, де це прийнято у місцевого населення; деякі групи циган-мусульман не практикують обрізання крайньої плоті, і т. ін.

#### Легенди, пов'язані з вірою
- Серед російських циган існує легенда: коли розпинали Христа, то циган, що проходив повз, вкрав цвях. За це, нібито, Бог дозволив циганам іноді красти. На думку деяких дослідників, ця легенда не надто стара і, швидше за все, прийшла в циганське суспільство ззовні (імовірно, від балканських слов'ян).
- Інша легенда свідчить, що Бог циган особливо любить за їх веселощі і талант, і тому не став прив'язувати їх до клаптиків землі, як інші народи, а подарував для життя весь світ. Тому цигани і кочували — щоб сповна скористатися даром Господа. Тепер циган можна знайти на всіх материках, крім Антарктиди .[3]

## Циганський закон
Циганський закон (романо законо, романіпе) — термін, який використовується циганами для позначення неписаного правила, такі яким циган керується в своїх відносинах з членами циганського суспільства і з людьми, до нього не належить.
Циганський закон можна умовно розділити на три частини: правила, що регулюють поведінку всередині циганського співтовариства, правила, що регулюють поведінку поза циганського співтовариства, і правила, загальні для поведінки в циганському співтоваристві і поза ним.

### Осквернення
У більшості циган світу збереглося поняття «скверни» («пекелімос», «мархімо», «мехавібен», «магірібен», «махаріпе»), пов'язане, в першу чергу, з нижньою частиною тіла одруженої або статевозрілої жінки. Вважається, що нижче пояса жінка «брудна», «нечиста» і контакт з нею може осквернити людину або річ (природно, винятком є контакт під час виконання подружніх обов'язків). Контакт може бути не обов'язково фізичним, «скверна» жінки ніби «стікає вниз», і тому їй досить над чим-небудь пройтися, щоб «осквернити» це. «Спаплюжена» річ або людина також стає джерелом «скверни».
Одяг, який носиться жінкою нижче пояса, і взуття автоматично вважаються «спаклюженими». Контакту цих речей з людьми, їжею, деякими чоловічими речами ретельно уникають. Як оберігання від «скверни» циганка може носити фартух (якщо їй доводиться носити, наприклад, самовар або велику каструлю, притискаючи до себе). Тому в жіночий національний костюм у багатьох циган світу входить великий фартух.
У кочових циган посуд, їжа й інше начиння, для якого небезпечне «осквернення», ховалися в спеціальному багажнику кибитки або фургона, в його задній частині. У наметі ці речі розміщувалися якомога далі від входу.
Якщо цигана «осквернили», він тимчасово виключається з життя циганського суспільства. Його не стосуються і йому не можна нікого торкатися, з ним не їдять за одним столом. Через деякий час, «відчувши», що «очистився», «спаклюжений» влаштовує з цієї нагоди обід для всього табору або для сусідів. Якщо вони прийшли, значить, теж «відчули» його «очищення». Вважається, що чим гірша людина, тим довше на ній тримається «скверна», а з чистого серця вона сходить швидко.
Якщо циган спробував приховати, що його «осквернили», або навмисно «осквернив» іншого цигана, то стає «оскверненим» назавжди і швидше за все буде вигнаним.

## Циганська система імен
Повний циганське ім'я складається з трьох-п'яти частин: офіційне ім'я, «світське» ім'я, іноді — по батькові, прізвище, іноді — прізвисько цієї гілки родини.
Офіційне ім'я — ім'я, що записується в документах, зазвичай воно вибирається, виходячи з звичаїв країни проживання, або збігається з ім'ям, даним при хрещенні.
«Світське» ім'я — це ім'я, яке використовується в звичайному житті, в спілкуванні з іншими циганами або не циганськими приятелями. Воно може являти собою:
- прізвисько, що характеризує людину або нагадує про якийсь подію з його життя («Ворона», «Водяний»; знаменитий проповідник Родні Сміт використовував як «світського» імені прізвисько «Джипсі (Циган)» в пам'ять про те, як він був вперше запрошений виголосити проповідь, його проповіді навіть іноді публікувалися під ім'ям «Джипсі Сміт»),
- ім'я дане при хрещенні, якщо воно відмінно від офіційного,
- ім'я на циганському або екзотичній мові («Тагарі», «Радж»),
- іноді «світське» ім'я може збігатися з офіційним або бути скороченням від нього (так, якщо «світське» ім'я Дмитра — Мито, то його будуть називати так не тільки в п'ять років, але і в сорок п'ять, і це не буде проявом неповаги; наприклад, циганський гітарист-віртуоз Олександр Колпаков в циганському співтоваристві зазвичай згадується як «Саша Колпаков», незважаючи на те, що знаходиться вже в поважному віці).

Прізвища у циган використовуються так само, як і в інших європейських народів. Іноді, якщо прізвище носить дуже велика родина або кілька сімей, в побуті до прізвища одного з сімей або гілки великої родини прикріплюється спеціальне прізвисько. У Росії прізвиська у більшості сімей існують безвідносно наявності однофамільців, походять від «світських» імен засновників роду або знаменитих предків і грають роль «світської» прізвища, тобто прізвища, що має офіційний статус в очах циганського співтовариства, але не використовується поза ним. Так, письменник з роду Сапороні поза циганського співтовариства носить прізвище Петрович.

## Традиційна культура

### Фольклор
Циганський фольклор дуже різноманітний, на нього справив і надає культурний вплив фольклор навколишніх народів. Проте, у більшості циган цей вплив не призвело до втрати унікальності фольклору.
Музичний фольклор циган різноманітніше літературного, він вплинув на музику, в тому числі народну, багатьох народів світу. Найбільш відома музика російських, балканських, карпатських, угорських і іспанських циган.

## Кінематограф
Циганський кінематограф з'явився в наш час і фактично знаходиться у фазі зародження. Відомо на даний момент чотири циганських кінорежисера: Тоні Гатліф, Дуфуня Вишневський, Роберт Лакатош та Віктор Демент .
Найбільший внесок в циганський кінематограф вніс Тоні Гатліф, циган-кало, який живе у Франції: до 2009 року він зняв вже 18 фільмів, частина з них — циганською мовою. Стиль Ґатліфа як режисера пізнаваний і легко відрізнити.

## Відношення до освіти та спорту

### Відношення до освіти
За часів кочування чимало ромів вважали гарною ідеєю отримувати хоча б початкову освіту в сільських школах або в сім'ї. Вважалося, що дитина повинна вміти читати і добре рахувати, в тому числі вміти швидко вирішувати арифметичні дії, включаючи множення і ділення.
З досвідом, практика отримання початкової освіти стала практично загальної в циганської середовищі. Крім того, в таких країнах, як Росія, Україна, Німеччина і деякі інші цигани стали прагнути отримувати також середню та вищу освіту, що призвело до утворення прошарку циганської інтелігенції.

### Цигани в спорті
Найбільш популярні у циган такі види спорту, як різні види спортивної боротьби, футбол і бокс.
- Бенел Ніколіце
- Ковач, Шандор
- Ерік Кантона
- Христо Стоїчков
- Рейб Хоуелл
- Йоганн Тролльманн
- Сімау Саброза
- Рікарду Куарежма
- Андреа Пірло
- Рафаель ван дер Ваарт
- Андре-П'єр Жиньяк
- Мілан Барош
- Сініша Михайлович
- Дії Савічевіч
- Рустам Аджи

## Циганські свята та фестивалі

### Основні циганські свята
- 8 квітня — Міжнародний день циган — національне свято, встановлений в 1991 році в ознаменування установи Міжнародного союзу циганів (Romani union) і визнання цієї організації ООН.
- 4 травня — день поминання Блаженного Сеферіно (у католиків)
- 9 травня — день Перемоги над фашизмом, день Пам'яті про загиблих під час Другої світової війни
- 25 травня (ніч на цей день) — хрещення Сари Калі (у католиків)
- 2 серпня — день Пам'яті Калі Траш (геноциду циган)

### Фестивалі
- Кхаморо — щорічний міжнародний фестиваль циганської культури в Празі.
- Романі Яг — фестиваль циганської культури в Монреалі.
- Амала — щорічний міжнародний фестиваль циганської музичної культури в Києві.